# Прапор Лукова
Прапор Лукова — це офіційний символ селища Луків, затверджений рішенням Луківської селищної ради. Разом із гербом становить офіційну символіку селища.

## Опис
Прапор селища Луків — прямокутне полотнище із співвідношенням сторін 2 до 3. В центрі на червоному тлі рівнораменний хрест жовтого (золотого) кольору, що торкається кінцями країв прапора (т. зв. фіксований. У правому верхньому куті розміщено герб Лукова.

## Зміст
Прапор селища створений на основі герба Лукова і прапора Волинської області.
Червоний колір на прапорі в геральдиці означає хоробрість, мужність, безстрашність, любов людини до свого Творця, готовність віддати життя за Бога і Батьківщину.
Жовтий (золотий) — силу, багатство, вірність і чистоту.
Хрест, широко вживаний у геральдиці, є символом життя, а також символізує християнство та оборону віри Христової.

## Порядок використання
Прапор селища Луків може використовуватися поряд із прапорами Волинського краю та Державним прапором України під час організації і проведення масових заходів. Крім того, він може бути використаний як місцева атрибутика при оформленні приміщень, прилеглих територій підприємств, установ, організацій тощо.